# Paludipasser locustella
La estrilda saltamontes (Paludipasser locustella) es una especie de ave paseriforme de la familia Estrildidae propia del África subsahariana. Es la única especie del género Paludipasser. Anteriormente se clasificaba en el Ortygospiza, pero los estudios genéticos mostraron que no estaba cercanamente emparentado con los demás miembros del género por lo que se separó a su propio género.

## Distribución y hábitats
Se distribuye por los humedales y herbazales húmedos cercanos a los bosques tropicales secos del África subsahariana.

## Conservación
Se clasifica como especie bajo preocupación menor, aunque estuvo clasificada como especie casi amenazada a causa de la serie de sequías que tuvieron lugar durante los años 1980. Sus principales amenazas son las capturas para el tráfico de mascotas y la desaparición de humedales, especialmente durante los periodos secos o el cambio climático.